# Burg Nassau
Die Ruine der Burg Nassau erhebt sich nahe dem gleichnamigen Ort Nassau auf dem 215,4 m ü. NHN hohen Burgberg, einem Felskegel 120 Meter über der Lahn im rheinland-pfälzischen Rhein-Lahn-Kreis und ist ein typisches Beispiel für eine Gipfelburg. Ihre Erbauer entstammten dem Haus Nassau, das heute noch die Herrscher der Niederlande und Luxemburgs stellt.

## Geschichte
Erste Erwähnung findet die Burg Nassau 1093 mit Nennung des Grafen Dudo von Laurenburg in der ersten Stiftungsurkunde der Abtei Laach. Da die Urkunde aber in Kreisen von Historikern als Fälschung gilt, ist diese Jahreszahl keine verlässliche Angabe. Die verbürgten Anfänge der Burg datieren dennoch um das Jahr 1100. 1120 nahmen Ruprecht I. von Laurenburg (auch Rupert I.) und sein Bruder Arnold I. den Nassauer Burgberg mitsamt dem darauf stehenden Wohnturm in Besitz. Sie ließen die Burganlage 1124 umgestalten und erweitern.
Da die Burg zur damaligen Zeit jedoch auf dem Grund und Boden des Bistums Worms stand, entwickelte sich aus der Besitznahme der beiden Brüder ein erbitterter Streit zwischen ihrer Familie und dem Domstift zu Worms, der erst 1159 durch Intervention des Trierer Erzbischofs Hillin von Fallemanien beigelegt werden konnte. Die Laurenburger Grafenfamilie verzichtete auf ihr Allodialrecht und wurde im Gegenzug vom Erzbischof mit Burg und Herrschaft Nassau belehnt. Fortan nannten sich die Laurenburger nach ihrer neuen Stammburg „Grafen von Nassau“. Erstmals geschieht dies 1160 mit Heinrich I. von Nassau.

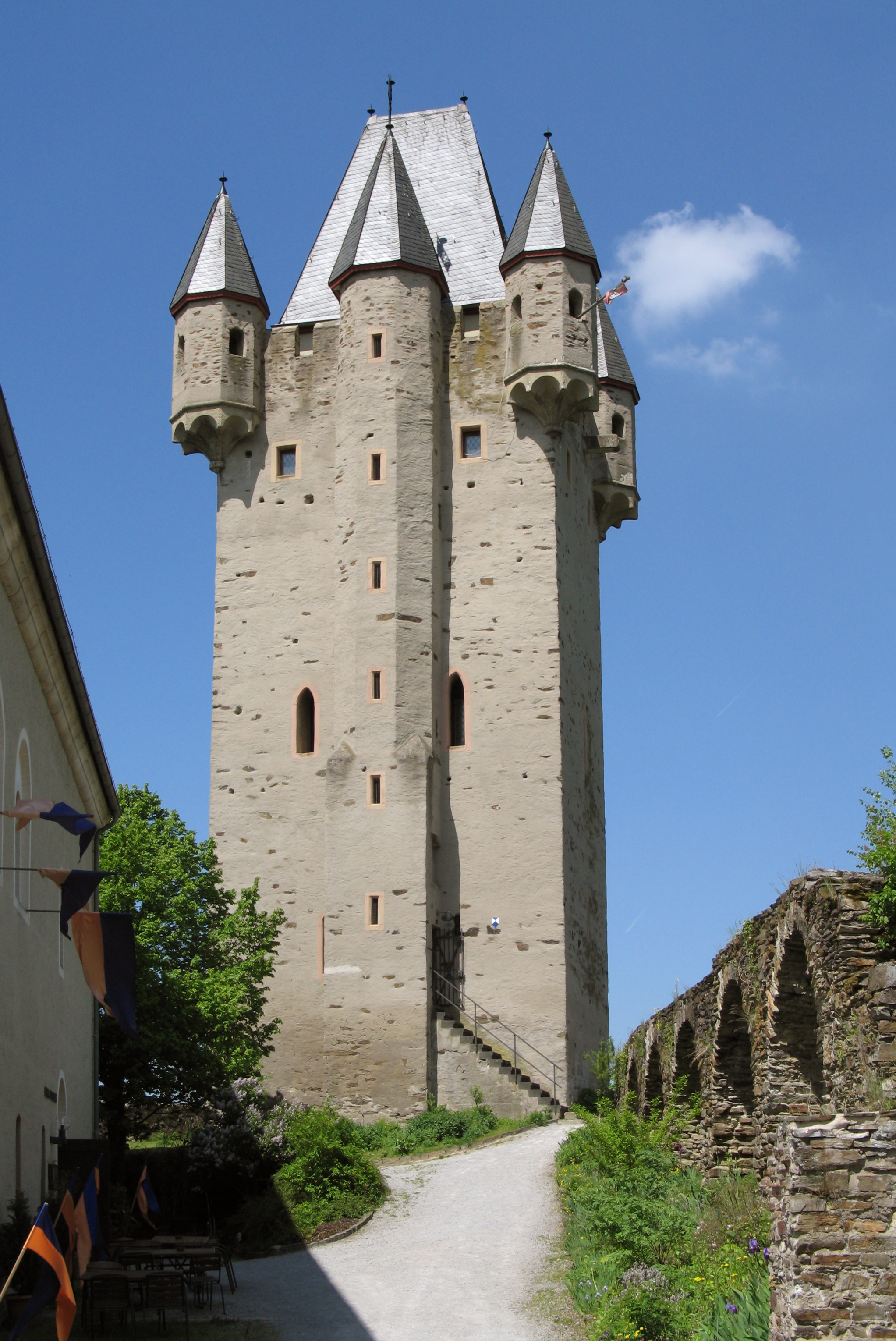
Bergfried der Burg Nassau

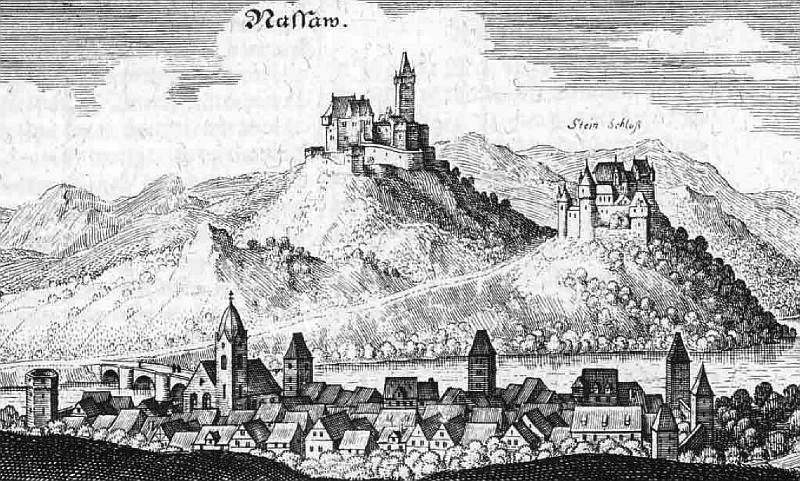
Historische Darstellung von 1655

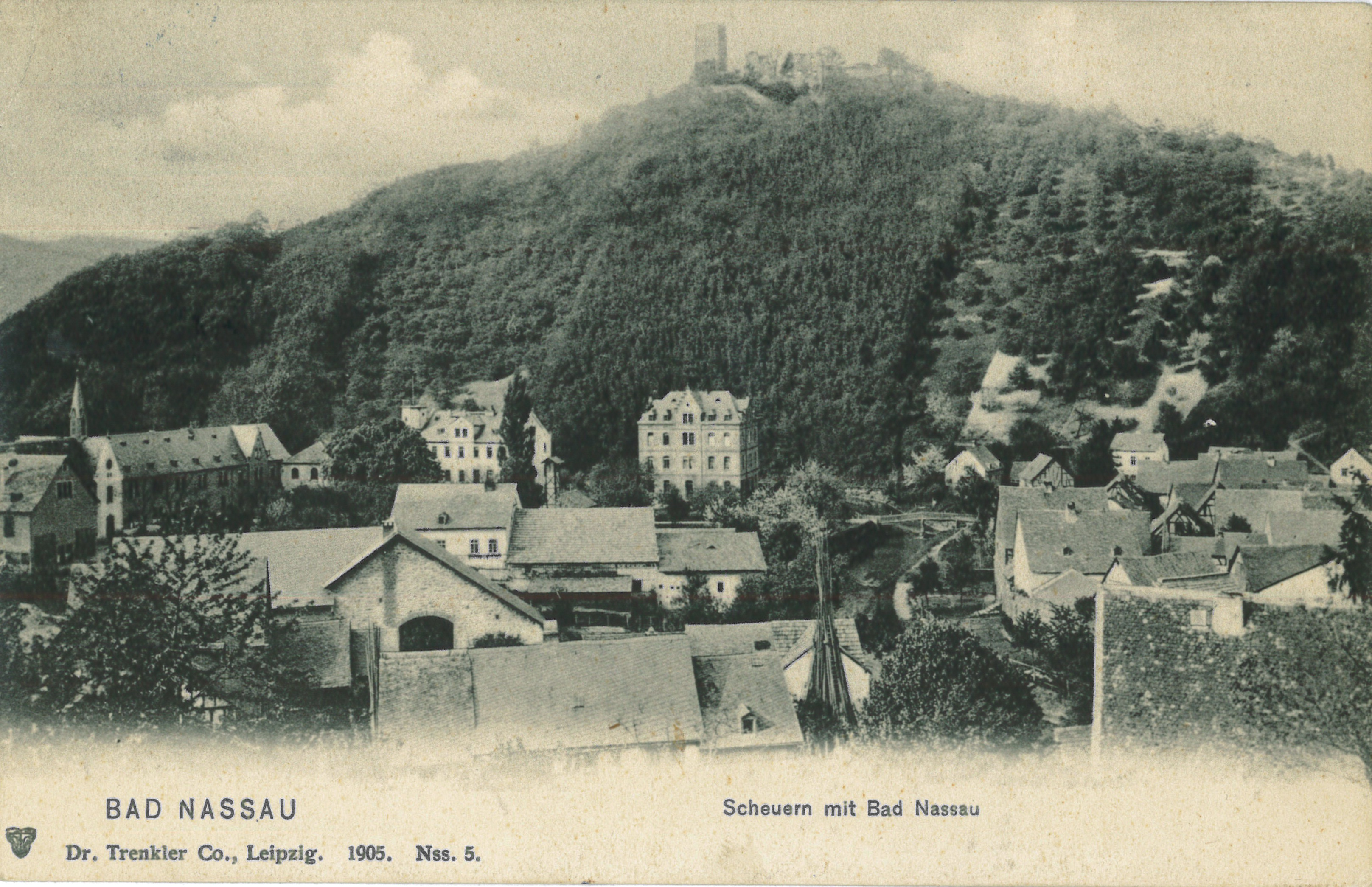
Die Burg auf einer Postkarte von 1905

Dessen Großcousin Heinrich II. – auch Heinrich der Reiche genannt – ließ in der Zeit 1220 bis 1230 einen Palas im Stil der Spätromanik erbauen.
1255 kam es zur sogenannten Bruderteilung, in deren Zuge die Grafschaft Nassau zwischen Heinrichs Söhnen Walram II. und Otto I. aufgeteilt wurde. Die Burg Nassau aber verblieb im gemeinsamen Besitz der beiden Brüder und wurde somit zur Ganerbenburg.
In der ersten Hälfte des 14. Jahrhunderts wurde der heute wiederaufgebaute 33 Meter hohe fünfeckige Bergfried errichtet. 1346 fand auch noch ein zweiter Burgturm Erwähnung, der heute jedoch nicht mehr existiert. Während einer familiären Fehde zwischen Ruprecht dem Streitbaren von Nassau-Sonnenberg, aus der walramischen Linie des Hauses, und Johann I. von Nassau-Dillenburg, dem Senior der ottonischen Linie, wurden im Jahr 1372 die nachweislich einst vorhandenen Burgmannenhäuser zerstört.
Bis zum Ende des Mittelalters war die Burg Nassau bewohnt, wurde dann aber als Residenz der Grafen aufgegeben. Damit setzte der allmähliche Verfall der Anlage ein. Ein Stich Matthäus Merians aus dem 17. Jahrhundert zeigt zwar noch einen intakten Palas und Bergfried sowie ein Torhaus, doch in der Endphase des Zweiten Weltkrieges wurden die verbliebenen Ruinen weiter zerstört.
Die Burg Nassau kam 1965 in den Besitz der Staatlichen Schlösserverwaltung Rheinland-Pfalz (heute Burgen, Schlösser, Altertümer Rheinland-Pfalz). Als 1970 damit begonnen wurde, die rechteckige Ringmauer freizulegen, war von deren Bausubstanz kaum noch etwas vorhanden. Ab 1976 erfolgte die Restaurierung des Bergfrieds: Sein Walmdach und Zinnenkranz sowie seine Scharwachttürme wurden nach dem Stich von Merian wiederaufgebaut und die sechs bis acht Meter hohen Arkadengewölbe seiner Innenräume hergerichtet. Darüber hinaus wurde die Öffnung zum Verlies im Keller des Turmes freigelegt.
1979 bis 1980 erfolgte der Abriss der originalen Palasmauern der Stauferzeit, die teilweise bis zum Obergeschoss erhalten waren, und die Rekonstruktion des Palas mit einem Rittersaal mittels modernen Baumaterials auf den historischen Grundmauern, obwohl auch eine schonende Einbeziehung der erhaltenen Teile möglich gewesen wäre. Diese Art der Rekonstruktion erfolgte unter Missachtung der Charta von Venedig von 1964. Das Untergeschoss sowie der Keller des Palas bestanden aus lagerhaften Schichten von plattigem, grobem und dunkel geschlämmtem Schiefer, das Obergeschoss aus exakt geschnittenen hellen Tuffquadern. Vor dem Abriss wurden in der südöstlichen Mauer die zugesetzten Reste von sechs Triforien-Fenstern (Gekuppelte Fenster) der Romanik entdeckt, die aus hellen Tuffziegeln in ein Bruchsteinmauerwerk gesetzt waren. Das Erdgeschoss besaß drei quadratische Fenster und an den Enden der Palaswand je eine schmale Tür, vermutlich zu hölzernen Aborterkern, darunter zwei kurze Lichtschlitze. Erhalten (in der Ausstellung) ist davon lediglich ein stauferzeitliches Werksteinkapitell mit Laubdekor aus einem der Triforien-Fenster. Die Hofseite wurde vollständig neu gestaltet, die abgerissene Ostseite in verfälschender Form hochgezogen. Das heute existierende Bauwerk ist ein Ergebnis neohistoristischer Nachempfindung.

## Heutige Nutzung mit Stand 2024
Der Bergfried kann von April bis Oktober besichtigt werden. Über den auf der Ostseite angebauten Treppenturm gelangt man auf eine umlaufende Aussichtsgalerie, die einen Blick über Nassau und die Umgebung bietet. Im dritten Stock des Bergfrieds unterhält das Standesamt der Stadt Nassau ein Trauzimmer. Außerdem findet sich ein Museumsraum im Turm. Der Palas beherbergt den Rittersaal, der auch für Veranstaltungen angemietet werden kann. Das Gastronomieangebot der Burg besteht aus einem Biergarten im Schlosshof mit Kiosk und einer Burgschänke im Palas.